# Henricus Regius

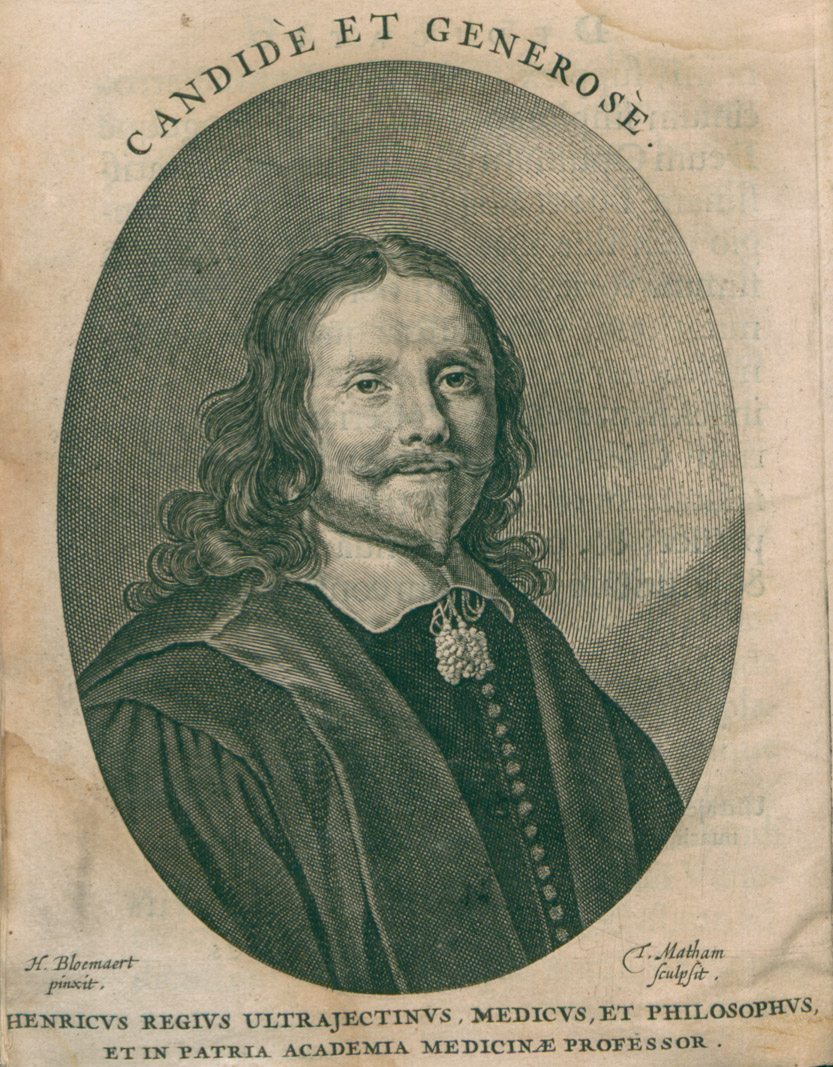
Henricus Regius

Henricus Regius (auch Hendrik de Roy oder Henry de Roy; * 29. Juli 1598 in Utrecht; † 19. Februar 1679 ebenda) war ein niederländischer Philosoph und Mediziner.

## Leben
Aus der Ehe von Justus de Roy in Utrecht und Tilia geb. Wikersloot wurde am 29. Juli 1598 ein Sohn geboren, dem der Name Hendrik gegeben wurde. Schon früh verstarb sein Vater, so dass der Junge durch Hadrianus de Roy, seinen Onkel und Mitglied des Utrechter Magistrats und später der Admiralität Middelburgs in Zeeland, erzogen wurde. Nach Besuch der Utrechter Schule zog Regius im März 1616 nach Franeker, um ein Studium in Jura aufzunehmen.
Bei einem Aufenthalt in Middelburg, dort wohnte ein Vetter, kam er durch den Arzt Petrus Betemannus zum ersten Mal mit der Medizin in Berührung. Dieser erste Eindruck war so nachhaltig, dass Regius beschloss, die Fakultät zu wechseln. Am 23. Oktober 1617 schrieb er sich in der medizinischen Fakultät der Universität Groningen ein, studierte aber weiter an der Universität Leiden. Hier hörte er Johannes Heurnius, Reinerius Bontius und Everhardius Voetius.
Nach einigen Jahren Studium unternahm er eine Studienreise, die ihn in zunächst nach Paris und Montpellier führte, wo er u. a. den Arzt und Pharmakologen Lazare Rivière (1589–1655) hörte. Auf der Weiterreise nach Padua wurde er von Wegelagerern ausgeraubt, so dass er – mittellos – gezwungen war, in die französische Armee einzutreten. Als Soldat kam er so nach Valencia, konnte aber, nachdem er Geld von zuhause erhalten hatte, seine Reise weiter fortsetzen. So hatte er die Möglichkeit, an der Universität Padua, die eine sehr renommierte medizinische Fakultät besaß und wo Vesalius und Galilei gelehrt hatten und William Harvey promoviert wurde, zu studieren und erwarb am 29. März 1623 dort die Doktorwürde der Medizin.
Nach seiner Rückkehr nach Holland praktizierte Regius für kurze Zeit in einem ostfriesischen Dorf, ging aber bald (1625) nach Utrecht, wo er zum Stadtarzt ernannt wurde. 1630 zog er nach Naarden, um Medizin zu praktizieren und wurde Rektor einer lateinischen Grammatikschule. Da zu dieser Zeit fast alle Hochschulen reformiert-protestantisch waren, mussten sich alle Professoren zu dieser Kirche bekennen. Regius weigerte sich jedoch, so dass er mit dem Vorwurf des Arminianismus in Schwierigkeiten geriet, die erst nach längeren Streitigkeiten mit dem Kirchenrat beigelegt wurden.
1634 kehrte er nach Utrecht zurück und heiratete am 21. Januar 1634 Maria de Swert. Aus dieser Ehe gingen drei Söhne und zwei Töchter hervor, die jedoch alle früh starben. Seine Frau starb am 25. Januar 1670.
Unter dem Einfluss seines Nachbarn in der Ouden Munstertrans in Utrecht, Henricus Renerius, Professor an der philosophischen Fakultät der Universität Utrecht, lernte er die neuen antiaristotelischen Lehren des Descartes näher kennen. Renerius war es dann auch, der eine Kontaktaufnahme zwischen Regius und Descartes arrangierte. Ebenfalls durch Renerius' Hilfe wurde Regius am 10. Juli 1638 zum Professor extraordinarius der erst zwei Jahre alten Universität zu Utrecht und am 18. März 1639 zum ordentlichen Professor ernannt. Zu dieser Zeit lehrte er theoretische Medizin und Botanik. Am 16. März 1639 verstarb Renerius. Fortan übernahm Regius dessen Aufgabe, die cartesianische Lehre an der Utrechter Universität zu verbreiten. Da aber Descartes Katholik und seine Lehre wegen dieser Kirchenangehörigkeit verboten war, zog Regius sich hierdurch und vor allem durch die Art und Weise, wie er durch sein übermütiges Auftreten und seinen Spott gegen die scholastischen Lehren die traditionellen Denkmodelle angriff, den Zorn und die Feindschaft des Gisbertus Voetius zu. Dieser Streit schleppte sich über mehrere Jahre hin und erreichte 1641 seinen Höhepunkt.
Während seines Professorats ließ Regius die Lehren Harveys an der Utrechter Universität verteidigen und argumentierte dabei öffentlich gegen Jacobus Primerosius, einen Mediziner und Autoren aus Hull in England, in einer Schrift vom 10. Juni 1640.
Im Laufe seines Professorats bekleidete Regius zweimal das Amt des Rektors, nämlich 1649/50 und 1662/63. Bis in die siebziger Jahre des 17. Jahrhunderts war sein Leben vom Streit mit den Voetianern und nach dem Bruch mit Descartes 1646 auch mit den Cartesianern geprägt.
Als 1672 die Niederlande durch die französische Armee angegriffen und Utrecht am 13. November 1673 erobert wurde, floh Regius, schon im fortgeschrittenen Alter von über 70 Jahren, vorübergehend nach Amsterdam.
Mit dem Rückzug der französischen Truppen aus den Niederlanden im November 1673 war für Utrecht eine Forderung von 450.000 Gulden Lösegeld verbunden, die die Stadt aufbringen und mit 14 Geiseln für die Bezahlung dieses Geldes bürgen musste. Unter diesen Geiseln, allesamt angesehene Utrechter Bürger, befand sich auch der alte Regius. Sie wurden am 6. November nach Rees bei Bocholt verschleppt und erlangten, da sich die Lösegeldzahlung durch die Stadt Utrecht hinzog, erst am 4. Februar 1674 wieder die Freiheit.
Am 19. Februar 1679 starb der betagte Regius, der in den letzten Jahren seines Lebens von einem Nierenleiden geplagt wurde, einsam in Utrecht. Er wurde am 25. Februar 1679 in der Catherijnekerk op de lange Nieuwstraat neben seinem Kontrahenten Voetius, der bereits am 3. November 1676 gestorben war, beigesetzt.

## Werke (chronologisch)

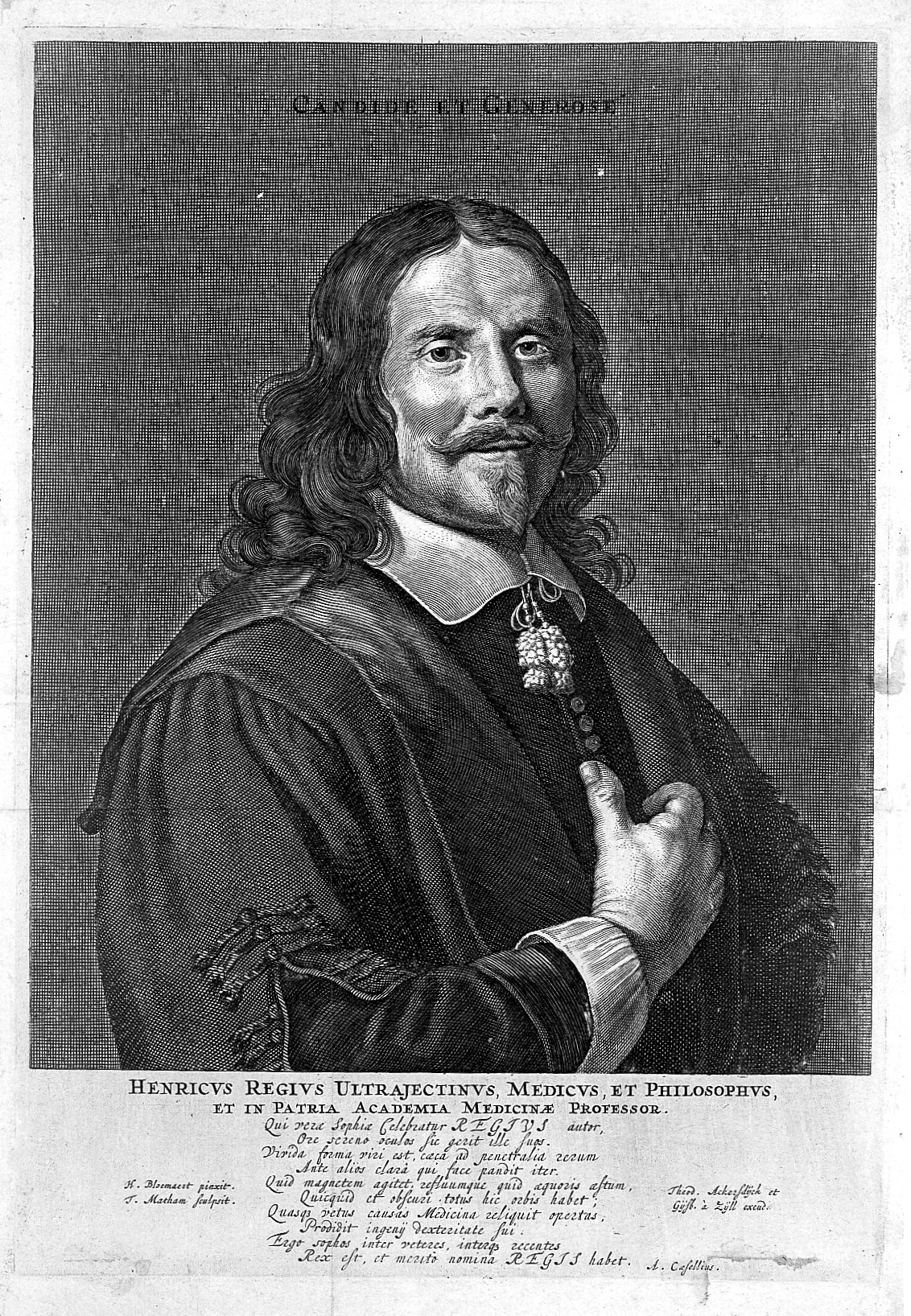
Henricus Regius

- Henrici Regii Medicinae Doctoris & Professoris Spongia Qua eluuntur sordes Animadversionum Quas Jacobus Primerosus Doctor Medicus Adversus Theses pro Circulatione Sanguinis in Academia Ultrajectina Disputatas nuper editit. Luguduni Batavorum, Ex officina Wilhelmi Christiani, Sumptibus Joannis Maire, 1640
- Physiologica, sive cognitio sanitatis, tribus disputationibus in Academia Trajectina publice proposita. Traj. 1641
- Responsio seu notae in appendicem ad corllaria theologico-philosophica. Traj. 1642
- Henrici Regii Ultrajectini Fundamenta Physices. Amstelodami, apud Ludovicum Elzevirium, cum fig.
- Fundamenta Medica. Ultrajecti, apud Theodorum Ackersdijcum, 1647
- Brevis Explicatio Mentis Humanae, sive Animae rationalis, ubi explicatur quid sit,& quid esse possit.
- De Affectibus Animi Dissertatio. Trajecti ad Rhenum, Typis Theodorie ab Ackersdijck, & Gisberti a Zijll, 1650
- Hortus Academicus Ultrajectinus. Trajecti, 1650
- Philosophia Naturalis, Ed. 2a, Amstelodami, apud Ludovicium Elzevirium, 1654
- Brevis Explicatio Mentis Humanae, sive animae rationalis; antea publico examini proposita, et deinde opera Henr. Regii nonnihil dilucidata, et a notis cartesii vindicata; (Ed. postrema auctior et emendatior, ad calumviarum rejectionem, nunc evulgata). Trajecti ad Rhenum, Typis Theodorie ab Ackersdijck & Gisberti a Zijll, 1657
- Praxis Medica, Medicationem Exemplis Demonstrata. Edditio secunda, priore multo locupletior & emendatior. Trajecti ad Rhenum, 1657 Ed. 2a
- Henrici Regii Ultrajectini Medicinae Libri IV. Editio secunda, Priore locupletior & emendatior. Trajecti ad Rhenum, Typis Theodori ab Ackersdijck, & Gisberti à Zijll, (2. Druck der „Fundamenta Physices“, 1646, 3. Druck 1668)
- Henrici Regii Ultrajectini Conciliato Locorum S. Sccripturae Cum Diurna & Annua Telluris Circumrotatione. Trajecti ad Rhenum, Typis Theodorie ab Ackersdijck, & Gisberti à Zijll, 1658
- Epistola Henrici Regii Ad V.Cl. Clerselierum, JCtum Parisienensem. Trajecti ad Rhenum, Typis Theodorie ab Ackersdijck, & Gisberti à Zijll, 1661
- Philosophia Naturalis In Qua Tota Rerum Universitas, Per Clara Et Facilia Principia, Explanatur.Editio 3a, cum eff. et cart. Amselodami, apud Ludovicium et Dan. Elzevirium, 1661 (Mit Porträt des Autors von Bloemaert)
- H. Regii Medicina et Praxis Medica, Medicationem Exemplis Demonstrata. Editio 3a., prioribus locupletior emendatior, Frankfurti ad Rhenum, 1668
- Philosophie Naturelle de Henri le Roy. Traduite de Latin en francois, Utrecht, chez Rodolphe van Zijll, 1687